# Hormazd Jadhuyeh
Hormazd Jādhūyeh (in persiano ارمزد ﺟﺎﺫﻭﻳﻪ‎; VI secolo – VII secolo) è stato un generale persiano.
Comandante sasanide (in persiano فرمانده‎, Farmāndeh, vale a dire "Comandante"), è noto per aver guidato le truppe imperiali nella battaglia di Firad (gennaio 634) durante la conquista islamica della Persia, che si concluse con una disfatta per le armi persiane.
Secondo le poco eleganti e ingiustificate parole di al-Ṭabarī, l'esercito di Hormazd consisteva in “ladri di polli e maiali”. 
Secondo alcuni, Hormazd potrebbe essere stato il padre del rinomato generale Bahman Jadhuyeh, ricordato però come un uomo vecchio già nel 634, quando condusse alla vittoria i Persiani contro gli Arabi musulmani nella battaglia del Ponte, rendendo praticamente impossibile che suo padre potesse guidare, ancora più in là negli anni di lui, i Sasanidi in uno scontro armato di quello stesso periodo.